# Narka
Narka – miasto w Stanach Zjednoczonych, w stanie Kansas, w hrabstwie Republic.